# Grand Prix German Open 1974
Grand Prix German Open 1974 - чоловічий і жіночий тенісний турнір, що проходив на відкритих кортах з ґрунтовим покриттям. Це був 66-й турнір. Належав до серії Commercial Union Assurance Grand Prix 1974. Відбувся в Am Rothenbaum у Гамбургу (Західна Німеччина) з 20 до 26 травня 1974 року. Третя сіяна Едді Діббс здобула титул в одиночному розряді.

## Фінальна частина

### Одиночний розряд, чоловіки
Едді Діббс —  Ганс-Йоахім Плоц 6–2, 6–2, 6–3

### Одиночний розряд, жінки
Гельга Мастгофф —  Мартіна Навратілова 6–4, 5–7, 7–3

### Парний розряд, чоловіки
Юрген Фассбендер /  Ганс-Юрген Поманн —  Браян Готтфрід /  Рауль Рамірес 6–3, 6–4, 6–4

### Парний розряд, жінки
Гельга Гесль /  Ракель Хіскафре —  Мартіна Навратілова /  Рената Томанова 6–3, 6–2

### Mixed Doubles
Гайде Орт /  Юрген Фассбендер —  Катя Еббінгаус / Ганс-Юрген Поманн 7–6, 6–3